# Tie Luo Han
Tie Luo Han (chinesisch 鐵羅漢 / 铁罗汉, Pinyin Tiě Luóhàn – „Eiserner Kriegermönch, Eiserner Arhat“) ist ein Cultivar der Teepflanze (Camellia sinensis) aus dem Wuyi-Gebirge im Nordwesten der chinesischen Provinz Fujian. Die Sorte zählt zu den Wuyi- oder Steintees (岩茶,  yán chá). Die heute noch lebenden Ursprungspflanzen gehören zu den „Vier berühmten Teebüschen des Wuyi-Gebirges“ und somit zu den vier Sorten, aus denen ursprünglich Oolong-Tee hergestellt wurde.